# Harmodesmus nitens
Harmodesmus nitens är en mångfotingart som beskrevs av Cook 1895. Harmodesmus nitens ingår i släktet Harmodesmus och familjen Gomphodesmidae. Inga underarter finns listade i Catalogue of Life.